# Betty Tompkins
Betty Tompkins (Washington, D. C., 1945) es una artista  y educadora estadounidense. Es una pintora cuyas obras giran, casi exclusivamente, en torno a imágenes fotorrealistas en primer plano de actos íntimos heterosexuales y homosexuales. Crea telas a gran escala y monocromáticas y trabajos en papel de figuras únicas o múltiples comprometidas en actos sexuales, ejecutadas con capas sucesivas de pintura en aerosol sobre dibujos previos formados por texto.
Junto a artistas como Carolee Schneemann, Yoko Ono, Valie Exportación, Joan Semmel, Lynda Benglis y Judy Chicago, Tompkins ha sido revalorada como pionera des arte Feminista. Tompkins se encuentra en la base de arte feminista del Centro Elizabeth Sackler para el arte feminista del Museo de Brooklyn.

## Primeros años educación
Tompkins nació en 1945 en Washington, D. C. y creció en Filadelfia, Pensilvania.
Tompkins recibió su formación de grado en la Universidad de Siracusa. Tomó un trabajo como profesora en la Universidad Estatal de Washington poco después de casarse con Don Tompkins. Don Tompkins había sido uno de sus docentes en la Universidad de Siracusa.

## Carrera
Cuándo se casó su cónyuge poseía una colección de pornografía, que había encargado de Asia para evitar las leyes de obscenidad de los EE. UU. en los años 50. Estas imágenes influyeron en la abstracción de su primer cuerpo de trabajo, Fuck Paintings.
En 2002, Jerry Saltz compartió una imagen de una de las Fuck Paintings de Tompkins con Michell Algus, dueño de una galería, quien le ofreció una exposición individual en la misma, en la Ciudad de Nueva York. Tompkins no había tenido una exposición individual en casi 15 años y esta exposición ayudó a retomar su carrera artística. A raíz de la exposición del 2002,  fue invitada a la séptima bienal de arte contemporáneo de Lyon en 2003, y un año más tarde el Centro Pompidou adquirió uno de sus trabajos para la colección permanente.
En 2019, la cuenta de Instagram de Tompkins fue eliminada después de que ella posteara una foto de su Fuck Painting #1. Unos meses más tarde en 2019, Instagram llevó a cabo una reunión cerrada para hablar sobre censura, arte, y desnudo en su plataforma de software. Algunos artistas participaron, entre los cuales se encontraban Micol Hebron, Marilyn Minter, Joanne Leah, y Siddhant Talwar. Betty Tompkins no pudo asistir a la reunión en persona pero compartió una declaración escrita.

## Trabajo
Fuck Paintings (1969–1974, 2003–presente)
El primer cuerpo importante de trabajo de Tompkins fue una serie de las pinturas que describen una figura masculina y una femenina teniendo sexo. Eligió utilizar primeros planos cenitales, utilizando pornografía vintage como material de referencia. Más que idealizar el acto de fornicación, haciendo que un cuerpo ejerza dominio o belleza por encima del otro, Tompkins iguala ambas figuras al mostrar solo sus genitales. Los trabajos fueron producidos utilizando centenares de capas de pintura de espray, utilizando un aerógrafo finamente calibrado para ir del dibujo a la imagen final. Estos primeros trabajos estuvieron hechos solamente con pigmentos negros y blancos, con extremadamente alto contraste. 
Desde su regreso a la serie en 2003, Tompkins utiliza una combinación de color de base para producir un monocromo más iluminado. Originalmente tituló la serie como Joined Forms, como una manera más modesta de describir la imaginería. Más tarde llamaría a las series colectivas Fuck Paintings. Dentro de esta primera serie hasta 1976, Tompkins produjo una subserie de trabajos titulados Cow Cunt Paintings.
Censored Grids (1974–presente)
En 1974, Tompkins planificó mostrar su trabajo en París. Cuando sus pinturas llegaron, los oficiales de la aduana francesa las incautaron, declarándolas obscenas e impropias para la exposición pública. Le tomaría a Tompkins casi un año poder arreglar su regreso (por entonces,las dificultades logísticas y financieras la drenaron financiera y emocionalmente). En respuesta a este calvario, Tompkins empezó a hacer pinturas en forma de verjas, donde un conjunto de bloques blancos con la palabra "censurada" en el centro, bloquearía todos los rastros de genitalia o imaginería primaria en la composición. Tompkins ha dicho que continuaría haciendo estas pinturas, ya que según parece no hay un fin perceptible a la censura gubernamental / municipal del arte visual.
WOMEN Words (2002 y 2013)
En 2002 y 2013, Tompkins circuló el correo electrónico siguiente: “estoy considerando hacer otra serie de piezas utilizando las imágenes de mujeres comprendidas en palabras.  Apreciaría vuestra ayuda en el desarrollo del vocabulario.  Por favor envíenme una lista de palabras que describas a las mujeres.  Pueden ser afectuosas (miel), peyorativas (puta), slang, descriptivas, etc. Las palabras no tienen que estar en inglés pero necesito una traducción tan cuidadosa como sea posible. Muchas, muchas gracias, Betty Tompkins.”  Más de 3500 palabras y frases fueron enviadas en siete idiomas, igualmente repartidas entre hombres y mujeres. En 2012, Tompkins fue invitada a crear una performance en Viena donde 500 de las palabras y las frases fueron leídas en voz alta. Inspirada en esa performance, la artista entonces se propuso a crear 1,000 pinturas individuales de palabras, pretendiendo que la serie sea presentada en masa una vez completa. El primero de enero de 2013, Tompkins creó la primera pintura SLUT (#1). En una entrevista con Arte en América, Tompkins dijo, "las personas enviaron historias también. Hicieron comentarios. Fue muy personal. Pero las mismas cuatro palabras eran las más populares. De hecho nada ha cambiado."

## Colecciones públicas
El trabajo de Tompkins se encuentra en varias colecciones públicas de diferentes museos, incluyendo:
- Fuck Painting #1 (1969), Centro Georges Pompidou, París, Francia[18]
- Ayrshire Clase D (1979), Allen Museo de Arte Conmemorativo, Oberlin, Ohio, Estados Unidos[19]
- Oberlin Universidad, (Oberlin, Ohio)
- Museo Paterson, (Paterson, New Jersey)
- Museo de la Ciudad de Nueva York, (Ciudad de Nueva York)
- Southern Alleghenies Museum of Art (Pensilvania)
- Stamford Museum & Nature Center, (Stamford, Connecticut)

## Exposiciones
El trabajo de Tompkins participó en muchas exposiciones, esta es una lista selecta:
| Año        | Nombre                                                                        | Tipo                | Ubicación | Notas                                                                   |
| ---------- | ----------------------------------------------------------------------------- | ------------------- | --- | ----------------------------------------------------------------------- |
| 2016       | [Palabras de MUJERES de Trabajos de sexo, Frases, e Historias]                | Exposición de grupo | Gavlak Galería, Los Ángeles, California y Playa de Palma, Florida                                                  | [ 20 ]                                                                  |
| 2016       | [La Mirada Hembra, Parte Dos: Mirada de Mujeres en Hombres]                   | Exposición de grupo | Cheim & Leído, Ciudad de Nueva York, Nueva York                                                                    |                                                                         |
| 2016       | [Palabras de MUJERES, Frases, e Historias: 1,000 Pinturas Por Betty Tompkins] | Exposición de grupo | Fundación de Arte de la BANDERA, Ciudad de Nueva York, Nueva York                                                  |                                                                         |
| 2016       | [Feminismo de Oveja negra: El Arte de Política Sexual]                        | Exposición de grupo | Dallas Contemporáneo, Dallas, Texas                                                                                | Comisariado por Alison Gingeras                                         |
| 2015       | [REAL ERSATZ]                                                                 | Exposición de grupo | Bruce Fundación de Calidad Alta (BHQFU), Ciudad de Nueva York, Nueva York                                          |                                                                         |
| 2014       | [Betty Tompkins: Smooch, 55 Gansevoort]                                       | Exposición de solo  | 55 Gansevoort, Ciudad de Nueva York, Nueva York                                                                    |                                                                         |
| 2014       | [CORPUS]                                                                      | Grupo exhibtion     | Zachęta Galería nacional de Arte, Varsovia, Polonia                                                                | Comisariado por Maria Brewińska en colaboración con Katarzyna Stupnicka |
| 2014       | [Exposición inaugural]                                                        | Exposición de grupo | Gavlak Galería, Los Ángeles, California                                                                            |                                                                         |
| 2009–2011  | elles@centrepompidou                                                          | Exposición de grupo | Centro Georges Pompidou, París, Francia                                                                            | Comisariado por Camille Morineau                                        |
| 2010       | [Lujuria y Vicio: Los 7 Pecados Mortíferos de Dürer a Nauman]                 | Exposición de grupo | Zentrum Paul Klee y el Museo de Bellas artes Bern, Bern, Suiza                                                     |                                                                         |
| 2009       | [En cueros!]                                                                  | Exposición de grupo | Paul Kasmin Galería, Ciudad de Nueva York, Nueva York                                                              | Comisariado por Adrian Danatt y Paul Kasmin                             |
| 2007       | La Plaisser au Dessin                                                         | Exposición de grupo | Musée des Pretendientes-Artes de Lyon, Lyon, Francia                                                               |                                                                         |
| 2006       | [Estados inciertos de América]                                                | Exposición de grupo | Galerías de serpentina, Londres, Inglaterra                                                                        | Colaboración con Trisha Donnelly, Adam Putnam, y Shannon Ebner          |
| 2004       | [Adquisiciones Récentes: Oeuvres contemporaines]                              | Exposición de grupo | Centro Georges Pompidou, París, Francia                                                                            |                                                                         |
| 2003       | [C'est Llegar Demain]                                                         | Exposición de grupo | 7 Biennale d'Arte Contemporain de Lyon                                                                             | Comisariado por Bob Nickas.                                             |
| 2002       | Manhattan Skylines                                                            | Exposición de grupo | Museo de la Ciudad de Nueva York, Ciudad de Nueva York, Nueva York                                                 |                                                                         |
| 2002       |                                                                               | Exposición de solo  | Mitchell Algus Galería, Ciudad de Nueva York, Nueva York                                                           | Su primer espectáculo de solo en casi 15 años.                          |
| 1992       | El Objeto Viviente: El Fondo de arte de Ellen H. Johnson,                     | Exposición de grupo | Allen Museo de Arte Conmemorativo, Oberlin, Ohio                                                                   |                                                                         |
| 1986@–1987 | [25 Años de Feminismo (Año 16)]                                               | Exposición de grupo | Instituto para Mujeres y Arte (La Mary H. Serie de Artistas de Mujeres de Dana) en Rutgers Universidad, New Jersey |                                                                         |